# ウガンダ・トラ
ウガンダ・トラ（本名：佐藤 信一郎（さとう しんいちろう）、1952年〈昭和27年〉6月6日 - 2008年〈平成20年〉5月31日）は、日本のタレント、ドラマー。『ビジーフォー』元メンバー。身長175cm、体重120kg。
東京都港区六本木出身。渡辺プロダクション→アミー・パーク所属。芸名は、容姿が似ていたウガンダのイディ・アミン元大統領に由来するが、それ以外にウガンダ共和国との接点はない。

## 来歴
浜口庫之助が経営する地元のゴーゴークラブで、高校在学中からダンサーとして働く。卒業後は、父もサポートメンバーを務めた事がある和田弘とマヒナスターズの、ボーヤ兼ドラマーとして下積み修行を始める。
1971年、R&B仲間の高田裕三・宮本典子らと、日本のソウル・ファンクの草分け『スリーチアーズ・アンド・コングラッツレイションズ』に加わり、米軍キャンプや都内一流ディスコの生バンドとして腕を磨いた。
1977年、元ザ・クーガーズの島田与作が立ち上げた『いそがしバンド』に、盟友の高田"ぐっち"裕三、スリム冬樹と共に参加し、トラ佐藤（後にウガンダ）の名でドラムとボーカルを担当。『みごろ!たべごろ!笑いごろ!』（NET系）にセミレギュラー出演し、童謡コーナーではキャンディーズと共演した。
1979年の『金曜娯楽館』（NTV系）へのレギュラー出演と前後して『ビジーフォー』に改名。クレイジーキャッツからザ・ドリフターズへと続く、ナベプロ伝統の技巧派コミックバンドとして期待が掛けられたが、余興だったはずのものまねで売れてしまう。
1982年には、フジテレビ「ひらけ!ポンキッキ」の挿入歌として使用された『やせろ!チャールス豚3世（読み：チャールストン）』で踊り子役を務める。巨体ながら、軽やかなステップとキレのあるダンスを披露した。同時期には、フジテレビ系列にてオレたちひょうきん族にも初登場。
1983年末「同じような曲ばかり演奏させられる生活に飽きてしまった」との理由で、リーダー島田と共にビジーフォーを脱退。音楽活動を休止してピン芸人になり、『グッドモーニング』 （テレビ朝日系）、『鬼龍院花子の生涯』、『スーパーポリス』（TBS系）などに出演。
『グッドモーニング』では『てん・ぱい・ぽん・ちん体操』の模範演技を披露し、マイケル・ジャクソンのムーンウォークや『スリラー』のゾンビダンスも完全コピーして見せる一方、『ひょうきん族』では三波伸介のものまねを披露していた。
タレント業、ミュージカル俳優のほか、JR中央線大久保駅前で『居酒屋ウガンダの店』を営み、厨房・接客にも励んでいた。フリーの一般客として来店した女性と意気投合し、15歳差を押して1994年に結婚。その後、ウガンダの妻の妹が、ラッシャー板前と結婚。義理の兄となる。同時期には『ウガンダ・トラ』に改名した。
晩年、『A女E女』（フジテレビ）の第3回放送にゲスト出演、得意のスティック捌きでスタジオの女性を悶えさせた。また『うたっておどろんぱ』（NHK教育）にもレギュラー出演した。
2008年に入ると体調不良が顕著になり、離婚をして店も畳んだ。Vシネマのロケ先に向かう同年5月10日の朝、「足元がふらつく」と訴えて緊急入院し、復帰叶わず5月31日に死去、55歳没。永年の鯨飲馬食による肝臓病、糖尿病、心臓病、脳梗塞などの悪化が懸念されていたが、解剖の結果、死因は急性呼吸不全だったと6月2日に発表されている。
6月4日に行われた葬儀・告別式は、別れたばかりの元妻ではなく実弟が喪主を務めた。元同僚のイタッケ島田、グッチ裕三、モト冬樹らを始め、石橋貴明、つのだ☆ひろ、コロッケ、森公美子、ダンカン、グレート義太夫、ラサール石井、渡辺正行、山田邦子、松村邦洋、小林すすむらが参列し、デブキャラの後輩である石塚英彦（ホンジャマカ）は、突然の悲報に泣き崩れた。戒名は『念誉太芸居士』（ねんよたいげいこじ）。

## 人物と芸風
公称体重115kgの巨体を売りにしたキャラクターであり、いわゆるデブタレントの先駆けとも言われている。
太り始める前は中学高校を通してバスケ部員で、芸能人水泳大会の競泳でも当時人気絶頂の西城秀樹、田原俊彦を抑えて連覇するなどスポーツ万能ぶりを発揮した。しかしあまりのスポーツ万能ぶりにテレビ関係者には煙たがられていた。
特技の早食いに関しては「カレーは飲み物である。」と自ら公言していた。しかし、この暴飲暴食が死を早めてしまう結果になった。この言葉が元となり、命日は芸能人仲間の間で「カレー忌」と名づけられ、ケイ・グラントを発起人として、同様にウガンダ本人と親交のあった芸能人がこの命日に毎年集まり、カレーやコーラを飲食しながら故人を偲ぶことが恒例となっている。
実父はジャズドラマーの佐藤イサオ。ウガンダも本職のドラミングでは、東京音楽祭でザ・クルセイダーズの前座を務めた際に、ジョー・サンプルから「お前のビートは良い」と一門入りを口説かれた程のテクニックを誇った。
本名の信一郎の名付け親は、父の音楽仲間であった小野満である。

## 死去後の出演作の扱い
『∀ガンダム』で演じたスエッソン・ステロ役は、ゲーム「スーパーロボット大戦シリーズ」では生前に収録した音声をライブラリー出演という形でそのまま使用している。ゲーム『SDガンダム GGENERATION WARS』では後任キャストとして声優の石川ひろあきが役を引き継いでいる。

## 出演

### テレビ番組
- ひらけ!ポンキッキ（1982年、フジテレビ）『やせろ!チャールス豚3世』（歌：大野方栄） - 男性踊り子 役
- オレたちひょうきん族（1982年 - ）レギュラー
- 瑠璃色ゼネレーション（1984年）
- スーパーポリス（1985年） - ジミー佐藤 役
- カッ飛び!ヤンヤン姫（1988年） - 権造 役
- 名探偵・金田一耕助シリーズ 第7作「不死蝶」（1988年） - カンポ 役
- 3番テーブルの客（1996年、フジテレビ）
- ウルトラマンティガ 第42話「少女が消えた街」（1997年） - 加藤 役
- うたっておどろんぱ （1998年- 2001年） - ウガンダ 役

### 映画
- 『刑事物語3 潮騒の詩』 - （1984年、暴力団員）
- 『ロボフレンド』 - Too Much （1987年、バーニー）
- 『新湾岸ミッドナイトII S30Z VS ゴールドGT-R』 - （1998年、GARAGE R店長）
- 『共犯者』 - （1999年、ホテルの従業員）
- 『ヅラ刑事』 - （2006年、デブ刑事・宇川厳太）
- 『ロックンロール★ダイエット!』 - （2008年、権田亘太）

### 舞台
- ザ・ミュージックマン（初舞台）
- 大草原の小さな家（1993年） - エドワーズ 役[5]
- ピーターパン
- ジョージの恋人
- サタデー ナイト フィーバー：ザ ミュージカル（2003年） - モンティ 役

### テレビアニメ
- ∀ガンダム（1999年） - スエッソン・ステロ 役[6]

### 劇場アニメ
- ∀ガンダム II 月光蝶（2002年） - スエッソン・ステロ 役

### ゲーム
- ∀ガンダム 関連作品（2000年 - 2008年） - スエッソン・ステロ 役
  - SDガンダム GGENERATION-F（2000年8月3日）
  - スーパーロボット大戦α外伝（2001年3月29日）
  - SDガンダム GGENERATION-F.I.F（2001年5月2日）
  - SDガンダム GGENERATION PORTABLE（2006年8月3日）
  - スーパーロボット大戦Z（2008年9月25日）

### CM
- 日本コカ・コーラ「メローイエロー」（1985年）
- 黄桜酒造（1987年）
- NTT「タウンページ」（1988年）
- 富士フイルム「写ルンです」
- ヤマハ発動機「ボクスン」

### PV
- LM.C 「Bell the CAT」
- 聖飢魔II 「BIG TIME CHANGES」